# 러스티 조이너
러스티 조이너(Rusty Joiner, 1978년 6월 2일 ~ )는 미국의 모델이자 배우이다.

## 출연 작품
- 샘 워즈 히어: 살인 마을
- 마이 티쳐, 마이 옵세션
- 실버 레이크